# Гибель американского миллиардера на «Лузитании»
«Ги́бель америка́нского миллиарде́ра на „Лузита́нии“» («Гибель американского миллиардера на „Лузитании“, взорванной германской подводной лодкой у берегов Ирландии») (1915) — немой художественный фильм Эдварда Пухальского. Киноинсценировка недавних событий по рассказам очевидцев. Фильм вышел на экраны 6 февраля 1915 года. Фильм не сохранился.

## Подготовка к съёмкам
На берегу Азовского моря фирмой были законтрактованы пароходы «Генерал Рузский» и «Запорожец» <…> К участию была привлечена <…> местная молодёжь, которая охотно согласилась превратиться в пассажиров.— «Живой экран», 1915, № 19-20, стр. 51

## Критика
По мнению В.Вишневского, постановка фильма была примитивной; однако, несмотря на это, фильм имел «исключительный успех у публики».